# Konstantin Listow
Konstantin Jakowlewicz Listow (ros. Константи́н Я́ковлевич Листо́в, ur. 19 września?/2 października 1900 w Odessie, zm. 6 września 1983 w Moskwie) – radziecki kompozytor, autor pieśni, operetek oraz muzyki do filmów i spektakli. Ludowy Artysta RFSRR. Pochowany na Cmentarzu Kuncewskim w Moskwie.
Podczas wojny domowej zgłosił się na ochotnika do Armii Czerwonej i był szeregowcem w pułku karabinów maszynowych. W latach 1919–1922 studiował w Konserwatorium w Saratowie, po czym pracował jako pianista, a następnie jako dyrygent teatralny w Saratowie i Moskwie. W latach II wojny kompozytor był konsultantem muzycznym Głównego Zarządu Politycznego Marynarki Wojennej ZSRR i w tym charakterze odwiedził wszystkie działające floty. Temat morski znalazł odzwierciedlenie w takich popularnych piosenkach Listowa jak "Poszliśmy na wędrówkę", "Walc sewastopolski", a także w jego operetkach. W okresie powojennym zainteresowania twórcze kompozytora związane były głównie z teatrem operetkowym.

## Wybrana filmografia

### Filmy animowane
- 1939: Zwycięskie przeznaczenie[3]

### Filmy fabularne
- 1977: Była cisza

## Odznaczenia
- Ludowy Artysta RFSRR
- Zasłużony Działacz Sztuk RFSRR